# Гиперфотон
Гиперфотон — гипотетическая частица с очень малой массой и спином, равным единице. Гипотеза о существовании гиперфотона была выдвинута в качестве объяснения нарушения CP-инвариантности при двухпионном распаде долгоживущего нейтрального каона {\displaystyle K_{L}^{0}\rightarrow \pi ^{+}+\pi ^{-}}.
Согласно этой гипотезе, существует дальнодействующее очень слабое поле, генерируемое частицами с гиперзарядом (например, барионами), квантом-переносчиком которого является гиперфотон, которое по-разному действует на {\displaystyle K^{0}} и {\displaystyle {\hat {K^{0}}}} мезоны, гиперзаряды которых различаются знаками.

## Критика гипотезы
Данная гипотеза противоречит ряду экспериментальных данных и теоретических принципов физики. Так, из нее следует пропорциональность вероятности двухпионного распада долгоживущего нейтрального каона квадрату энергии каона в лабораторной системе отсчета, что не согласуется с экспериментальным данным о ее независимости от энергии каона. Также противоречит экспериментальным данным такое следствие этой гипотезы, как очень большая вероятность испускания гиперфотонов при распаде долгоживущего нейтрального каона и при распаде заряженного каона на один заряженный пион. Кроме того, эта гипотеза неявно использует принцип дальнодействия, отвергнутый современной физикой. Из нее следует нарушение принципа эквивалентности инертной и тяжелой массы.